# 焱龙属
焱龙（属名：Quetecsaurus，取自Milcayac语单词quetec，意为“火的蜥蜴”）或译奎特龙，是泰坦巨龙类蜥脚下目恐龙的一个属，生存于白垩纪晚期的阿根廷门多萨省，模式种是卢氏焱龙（Quetecsaurus rusconii）。

## 发现

体型比较

本属由贝纳多·冈萨雷斯·里加（Bernardo González Riga）和莱昂纳多·奥尔蒂斯·大卫（Leonardo Ortiz David）于2014年首次叙述命名，模式种为卢氏焱龙（Q. rusconii）。正模标本由紧密连接的部分骨骼组成，包括一个眶后骨、牙齿、寰椎、一节后段颈椎、一节不完整的背椎、一个后段尾椎椎体、背肋、一个鸟喙骨、五个掌骨、一个肱骨、桡骨及尺骨碎片，采集于内乌肯盆地利桑德罗山组的红色泥岩中，化石时期可追溯至晚白垩世中晚期的土仑阶。焱龙是该地层中第一种有保存完好的化石发现的蜥脚类。

## 叙述

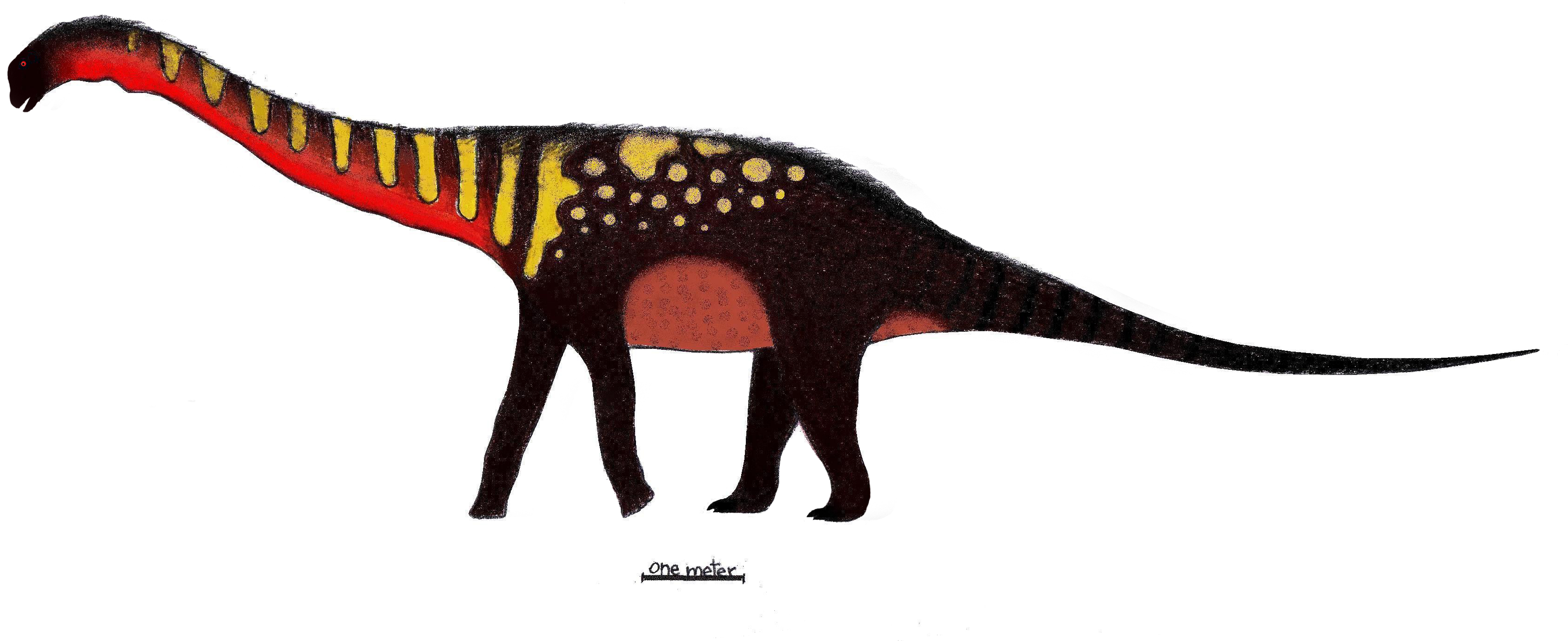
复原图

焱龙可根据三种自衍征（即独特特征）进行鉴别：①寰椎体具有突出的前腹边缘和扩大的后腹突；②肱骨形状独特，近端边缘呈明显的S形，近中边缘呈圆形，近端外角有棱；③后段颈椎的神经棘也有侧向扩张，与隆柯龙类相同，但更为原始且扩张的体积相对减小。

## 种系发生学
焱龙根据神经棘上存在的侧板而归入泰坦巨龙类，被认为与隆柯龙类成员富塔隆柯龙和门多萨龙关系最近。初步的系统发育分析支持该结论，并将焱龙作为门多萨龙和富塔隆柯龙组成的演化支的姐妹群。